# Hydaticus platamboides
Hydaticus platamboides är en skalbaggsart som beskrevs av Régimbart 1889. Hydaticus platamboides ingår i släktet Hydaticus och familjen dykare. Inga underarter finns listade i Catalogue of Life.